# أفراهام غرانوت
أفراهام غرانوت (بالعبرية: אברהם גרנות‏)(18 يونيو 1890 - 5 يوليو 1962) ناشط صهيوني وسياسي إسرائيلي،  وشارك في التوقيع على وثيقة إعلان الاستقلال الإسرائيلي.

## حياته
ولد أفراهام غرانوفسكي (لاحقًا غرانوت) في فاليشتي، في بيلتسكي أويزد في مديرية بيسارابيا التابعة للإمبراطورية الروسية (وتقع في مولدوفا حاليًا).
درس في ثاثوية هيرتسيليا في تل أبيب. وفي عام 1911 سافر إلى سويسرا لدراسة القانون والاقتصاد السياسي في جامعة فريبورغ وجامعة لوزان، وحصل على درجة الدكتوراه عام 1917.

## الحياة السياسية
في عام 1919 بدأ العمل في الصندوق القومي اليهودي في لاهاي، وانتقل إلى القدس عام 1922. وبعد ذلك بعامين هاجر رسمياً إلى فلسطين تحت الانتداب البريطاني.
كما حاضر في الجامعة العبرية في القدس حول السياسة الزراعية. وفي عام 1940 عين مديرا عاما للصندوق القومي اليهودي.

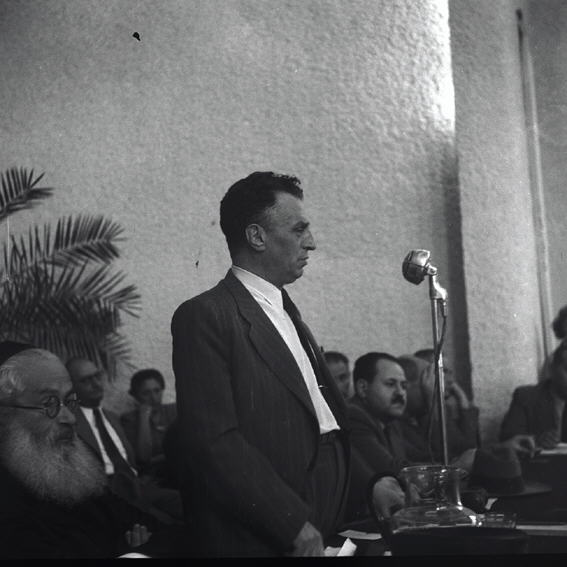
أفراهام غرانوت 1945

كان غرانوت عضوًا في حزب عليا الجديد وأحد الموقعين على إعلان استقلال إسرائيل عام 1948. وفي عام 1949 انتخب لعضوية الكنيست الأولى كعضو في الحزب التقدمي (خليفة حزب عليا الجديد). وأعيد انتخابه عام 1951، لكنه استقال من الكنيست بعد ستة أسابيع من الانتخابات.
ترأس عدة مؤسسات عامة، منها مجلس أمناء الجامعة العبرية في القدس ومعهد وايزمان للعلوم. 
وفي عام 1960 انتخب غرانوت رئيسًا لمجلس إدارة الصندوق القومي اليهودي.

## ذكرى
سمي أحد أحياء مدينة القدس باسمه وهو حي «نيفي غرانوت» بالقرب من متحف إسرائيل. والشارع الرئيسي فيه هو شارع أفراهام غرانوت. 

## من كتبه
- مشاكل الأرض في فلسطين (1926)
- الضرائب على الأراضي في فلسطين (1927)
- الأرض وإعادة الإعمار اليهودي في فلسطين (1931)
- النظام المالي في فلسطين (1952)
- الإصلاح الزراعي وسجل إسرائيل (1956)